# Elvis Pinel
Elvis Ángel Pinel Figueroa (18 dicembre 1988) è un calciatore nicaraguense, centrocampista del Real Estelí.

## Carriera

### Club
Ha sempre giocato nel campionato nicaraguense.

### Nazionale
Ha debuttato in Nazionale nel 2011 ed è stato successivamente convocato per la Gold Cup 2017.